# Pałac w Gałowie (województwo dolnośląskie)
Pałac w Gałowie (niem. Schloss Gross Gohlau) – zabytkowy pałac w Gałowie – wsi w Polsce, w województwie dolnośląskim, w powiecie średzkim, w gminie Miękinia.

## Historia
Dokumenty sądowe z 1561 roku wzmiankują o pałacu, przypisując ich posiadanie rodzinie von Seidlitzów. Około roku 1780 powstała rycina upamiętniająca dawny wygląd pałacu.
Na elewacji ruin pałacu nadal widnieją herby rodów, będących dawniej właścicielami posiadłości: rodu von Roeder oraz rodu von Bonin. Powstały one ku upamiętnieniu związku małżeńskiego. Na szarfie nad płyciną z herbami znajduje się napis: Albrecht v. Rœder Elisabeth v. Bonin i rok 1866. Nad głównym wejściem do pałacu jest inskrypcja w j. niem. Halte was du hast (Trzymaj to, co masz) z rokiem 1874.
Pałac w obecnej formie został wybudowany w XIX wieku, przechodził również przebudowę na początku XX wieku.
W latach `70 XX wieku budynek był częściowo zamieszkały, a zarząd nad nim sprawował PGR. W roku 1998 celowe podpalenie dachu doprowadziło pałac do zupełnej ruiny, w której znajduje się po dziś dzień.
Obiekt jest częścią zespołu pałacowego, w skład którego wchodzą jeszcze:
- park z drugiej połowy XIX w.;
- oficyna I, nr 59 D z XIX/XX w.;
- oficyna II, nr 59 C z początku XX w.;
- remiza z XIX/XX w.;
- budynek gospodarczy z pierwszej połowy XIX w.

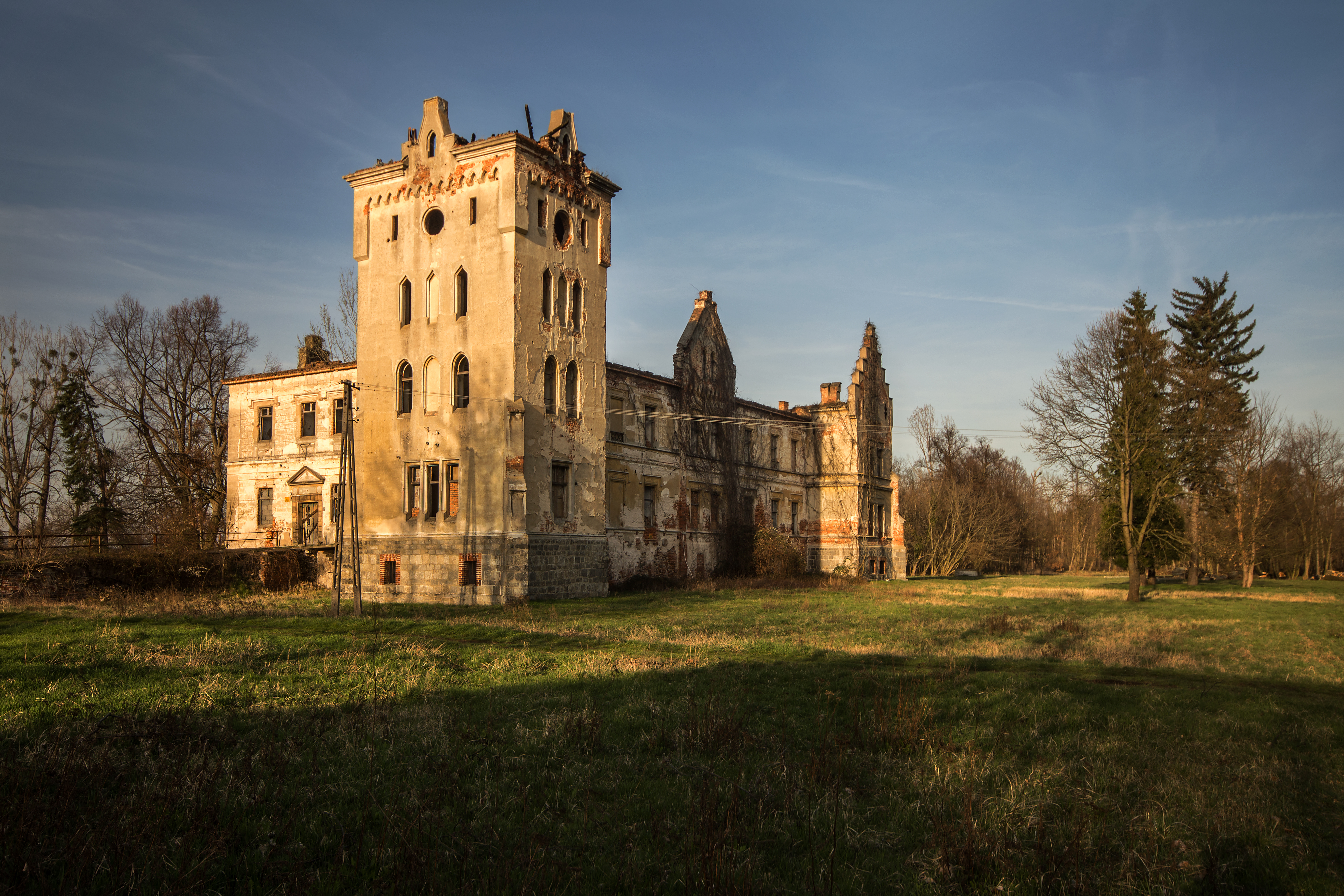
Ruiny pałacu
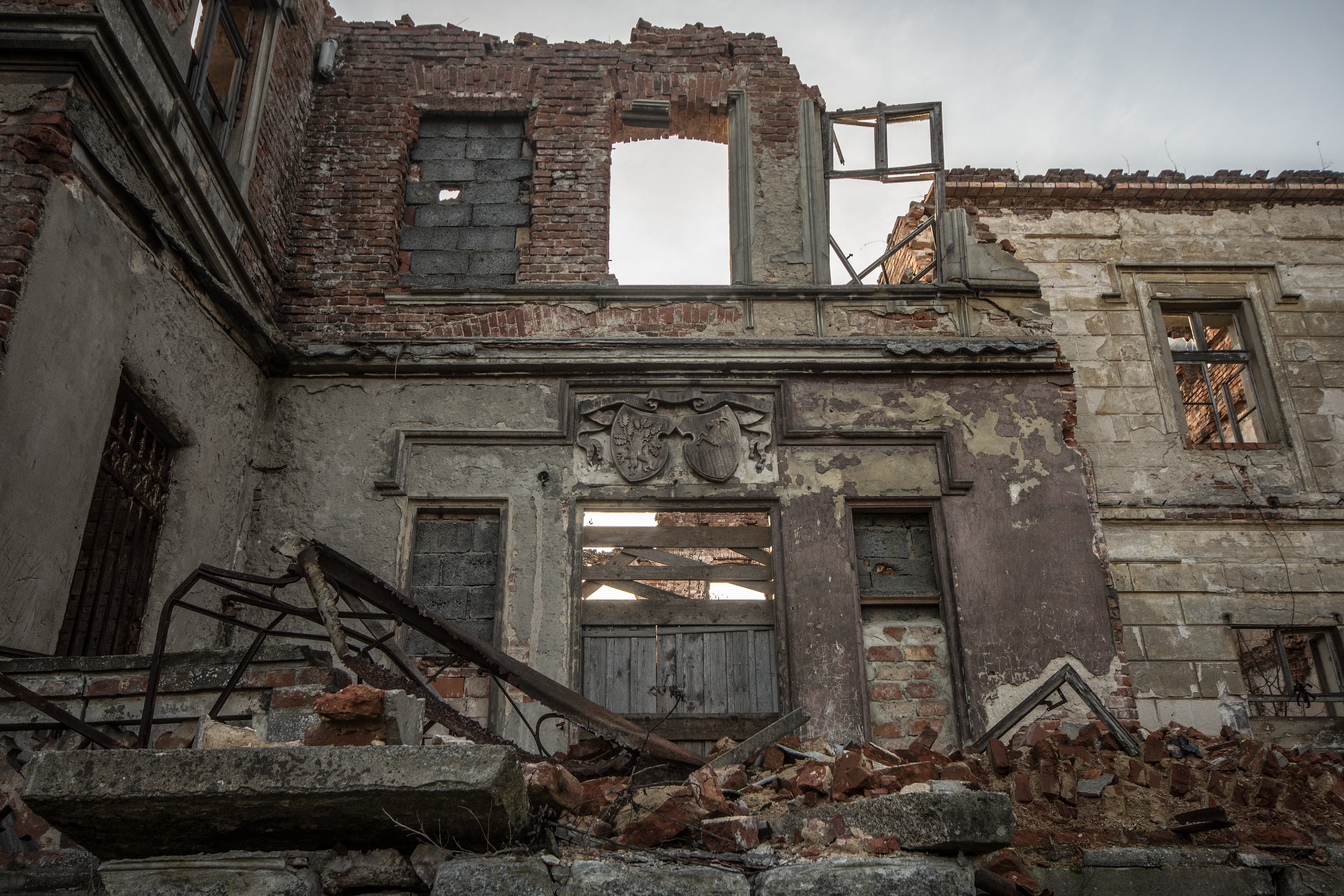
Herby nad wejściem
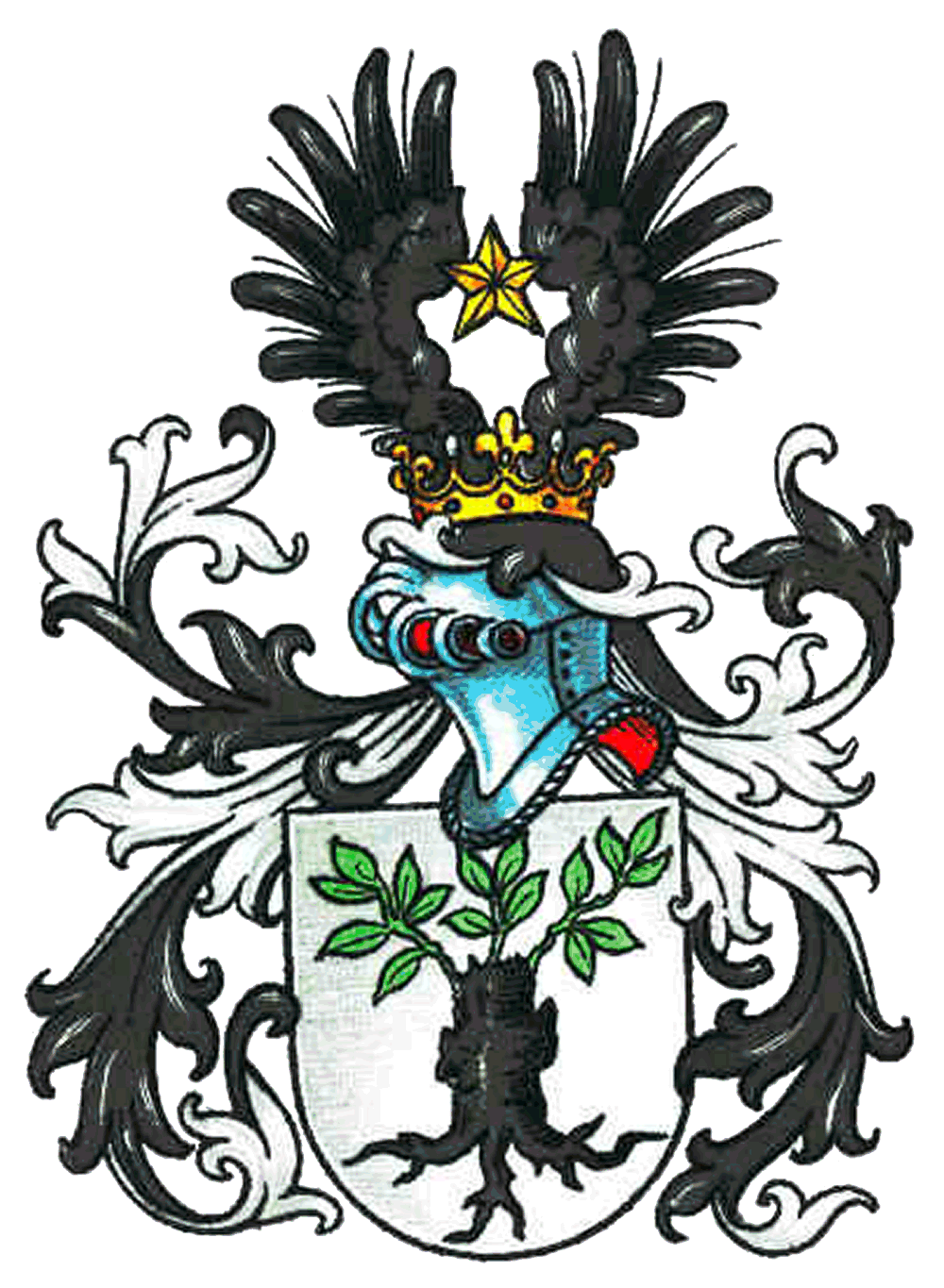
Herb von Roeder
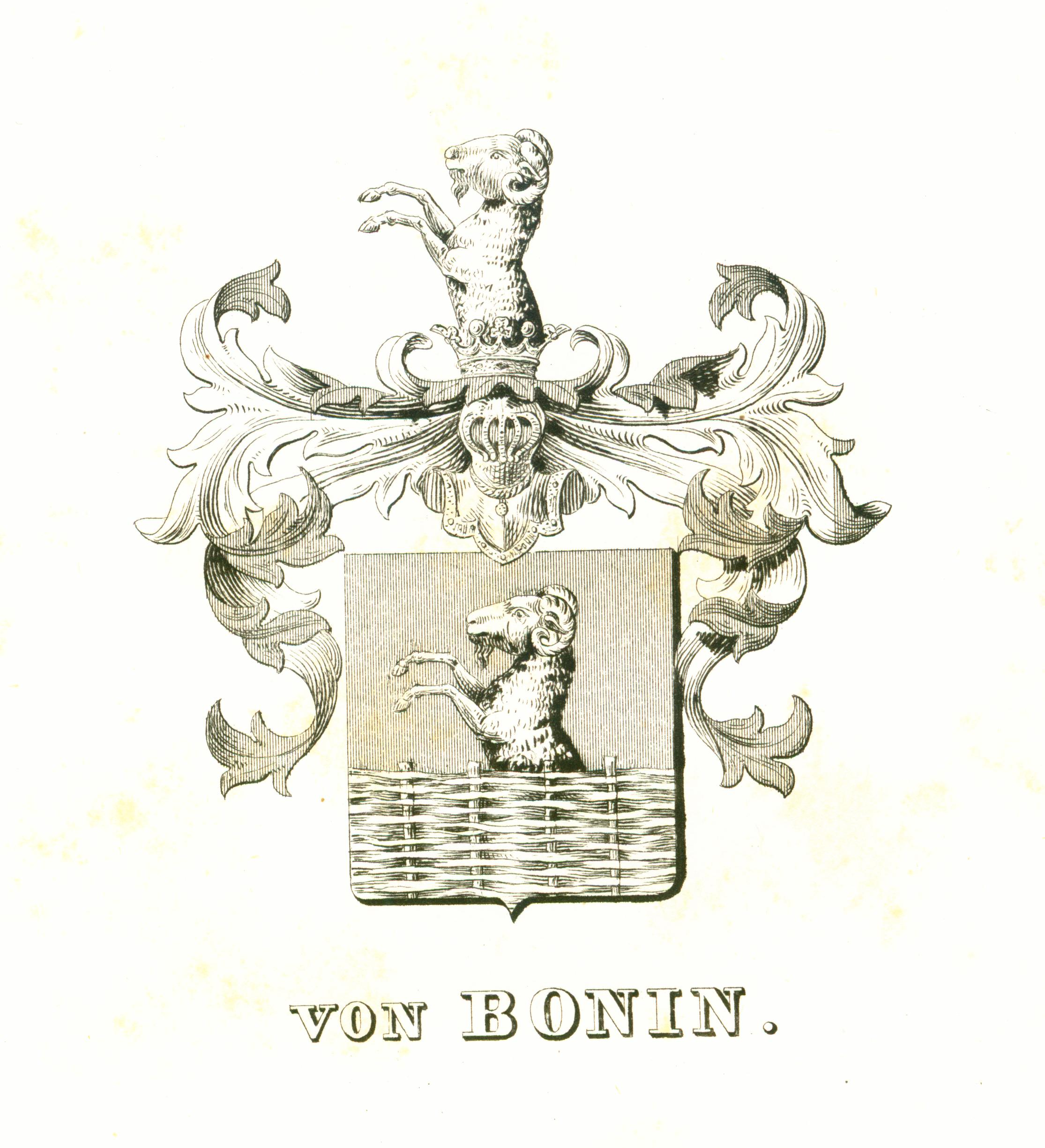
Herb von Bonin